# NGC 3831
NGC 3831 је лентикуларна галаксија у сазвежђу Пехар која се налази на NGC листи објеката дубоког неба.
Деклинација објекта је - 12° 52' 41" а ректасцензија 11h 43m 18,6s. Привидна величина (магнитуда) објекта NGC 3831 износи 12,7 а фотографска магнитуда 13,6. NGC 3831 је још познат и под ознакама MCG -2-30-23, PGC 36417.